# Kawi

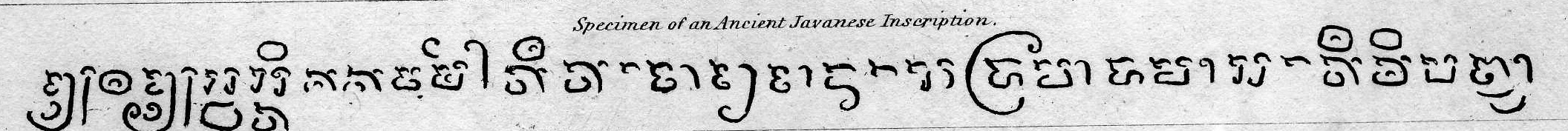

Aksara Kawi (dal sanscrito kavi che significa "poeta") è il nome dato ad un sistema di scrittura originario dell'isola di Giava e usato per lo più nell'arcipelago malese dall'VIII al XVI secolo. Deriva direttamente dalla scrittura Pallava portata da commercianti dell'antico Regno Tamil governato dalla dinastia Pallava, nell'India meridionale, usato primariamente per scrivere la lingua sanscrito e il Giavanese antico.
Kawi è l'antenato delle scritture tradizionali indonesiane come il Giavanese e il Balinese, come anche alcune scritture filippine come il Baybayin.